# Sali Shijaku
Sali Shijaku (ur. 12 marca 1933 w Tiranie, zm. 24 września 2022 tamże) – albański malarz.

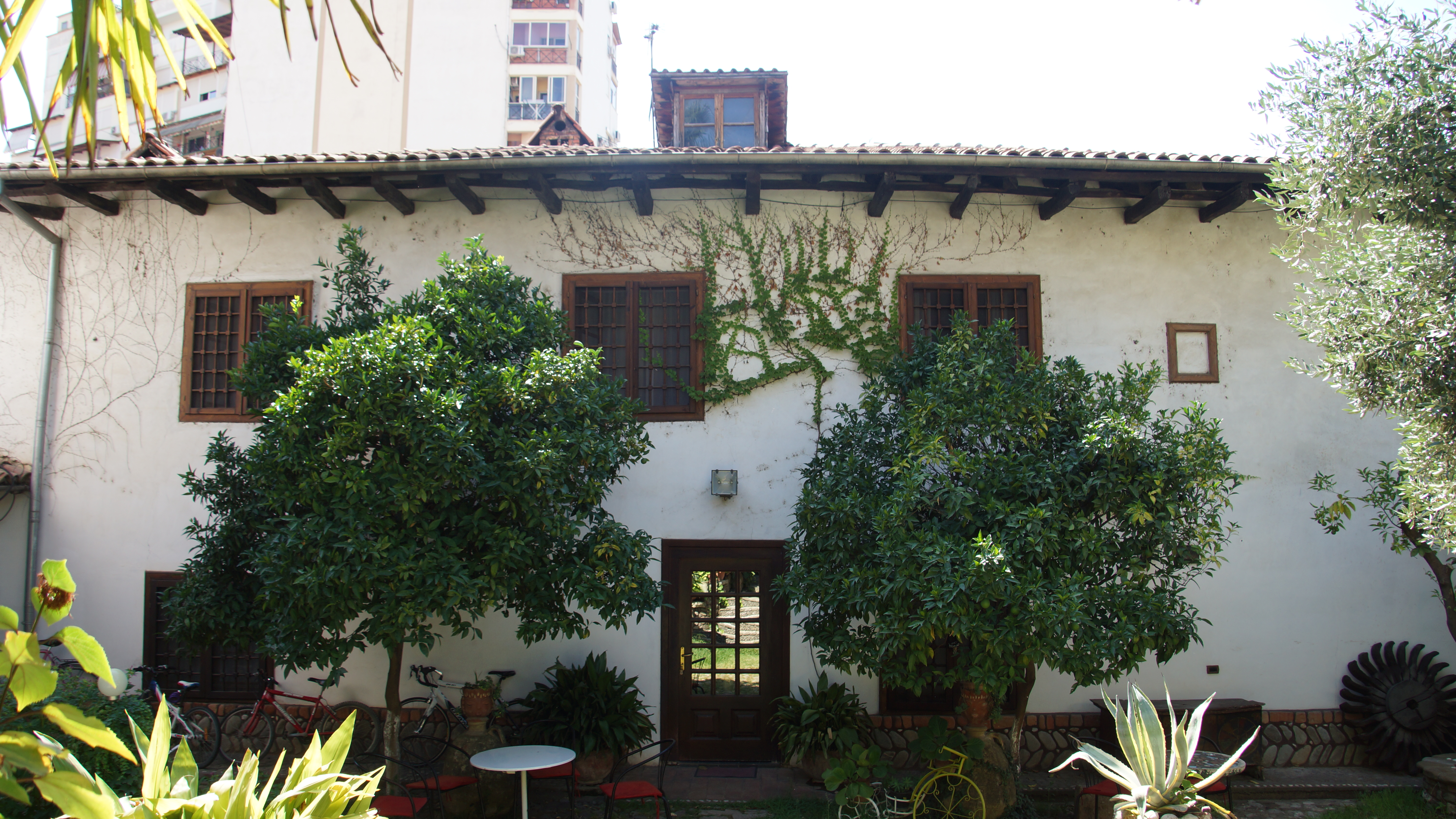
Dom i pracownia malarza w Tiranie

## Kariera
Był synem kupca. Uczył się w liceum artystycznym Jordan Misja w Tiranie, pod kierunkiem Abdurrahima Buzy i Nexhmedina Zajmiego. Studia kontynuował w latach 1956-1961 w Akademii Sztuk Pięknych Ilji Riepina w Leningradzie (klasa Borisa Iogansona). W 1961 w związku z pogorszeniem stosunków radziecko-albańskich powrócił do kraju i w 1962 w Akademii Sztuk w Tiranie obronił pracę dyplomową wykonując tableau Bohaterowie Vigu. Większość obrazów Shijaku poświęcił postaciom heroicznym z historii Albanii (Mic Sokoli, Vojo Kushi). Jego dorobek obejmuje także ceramikę z motywami ludowymi. 
W 1965 w Tiranie dzieła Shijaku zaprezentowano po raz pierwszy w ramach wystawy indywidualnej. Wystawiał także na Biennale w Aleksandrii, we Włoszech, w Rumunii, Chinach i w Turcji. W latach 1985–1988 współpracował z Shabanem Hadërim przy projekcie pomnika Envera Hodży, który stanął na Placu Skanderbega w Tiranie. W latach 90. związany z grupą artystyczną Nentori (Listopad). Większość prac artysty (92 obiekty) znajduje się w kolekcji Narodowej Galerii Sztuki w Tiranie, pozostałe w kolekcjach prywatnych.

## Nagrody i wyróżnienia
Za swoją działalność artystyczną otrzymał tytuł Zasłużonego Artysty (Artist i Merituar) oraz Malarza Ludu (Piktor i Popullit). W 2004 otrzymał tytuł Honorowego Obywatela Tirany. Dom i pracownia malarza zostały przekształcone w galerię sztuki.

## Życie prywatne
Był żonaty (żona Anamaria była córką włoskiego architekta), miał dwóch synów. Zmarł 24 września 2022 w Tiranie. Dzień później został pochowany na cmentarzu Tufinë.